# Гекони перетинчастопалі
Гекони перетинчастопалі (Palmatogecko) — рід геконів підродини Справжні гекони. Має два види. Втім нещодавно вони були позбавлені статусу роду, а його представники віднесені до роду Pachydactylus.

## Опис
Це невеличкі гекони. Шкіра у них світлого кольору, яка зливається з кольором піску. Вони мають перетинчасті лапи, щоб рухатися більш легко через пустелю, щоб не провалюватися у пісок. Не мають повіків, тому вони повинні облизувати свої очні яблука, щоб тримати їх вологими.

## Спосіб життя
Це наземна ящірка. Живе у пустелі. Гекон використовує різні крики, а також скрипить, хрипить та інші звуки, щоб налякати нападників. також у нього є здатність при небезпеці відкидати хвоста.
При скиданні шкіри під час линьки представники цього роду з'їдають скинуту шкіру.
Це яйцекладучі гекони. Відкладають яйця у пісок у кількості 2 яєць. Через 8 тижнів з'являються молоді гекони.

## Розповсюдження
Це ендемік Африки. Здебільшого живе на півдні, зокрема у пустелі Наміб.